# Cătălina Ciofu
Cătălina Ciofu (n. 13 septembrie 1987, Asău, România) este un deputat român, ales în 2020 din partea PNL. 